# 神武寺
神武寺（じんむじ）は神奈川県逗子市沼間にある天台宗の寺院である。山号は医王山。詳しくは医王山来迎院神武寺（いおうざん らいごういん じんむじ）という。
周囲は鷹取山と同様、第三紀の凝灰岩の岩場に囲まれ、森林の中にあるため気温が低く、従って相対湿度が高いため、シダ類や昆虫が多い。
逗子八景の1つ。『逗子市歌』の歌詞にも披露山、田越川などと共に登場する。

## 歴史
縁起によれば神亀元年（724年）、聖武天皇の命で行基が創建し、平安時代、円仁が再興したというが、定かでない。
『吾妻鏡』承元3年（1209年）5月15日条には、源実朝がこの日「神嵩と岩殿観音堂」に参詣したことが見える。このうち「神嵩」は神武寺、「岩殿観音堂」は岩殿寺を指す。

## 伽藍
- 薬師堂（本堂） - 慶長3年造立[4]。本尊の薬師三尊像は秘仏で、正式の開帳は33年に一度とされているが、毎年12月13日の煤払いの日の午前中にも開扉が行われる。

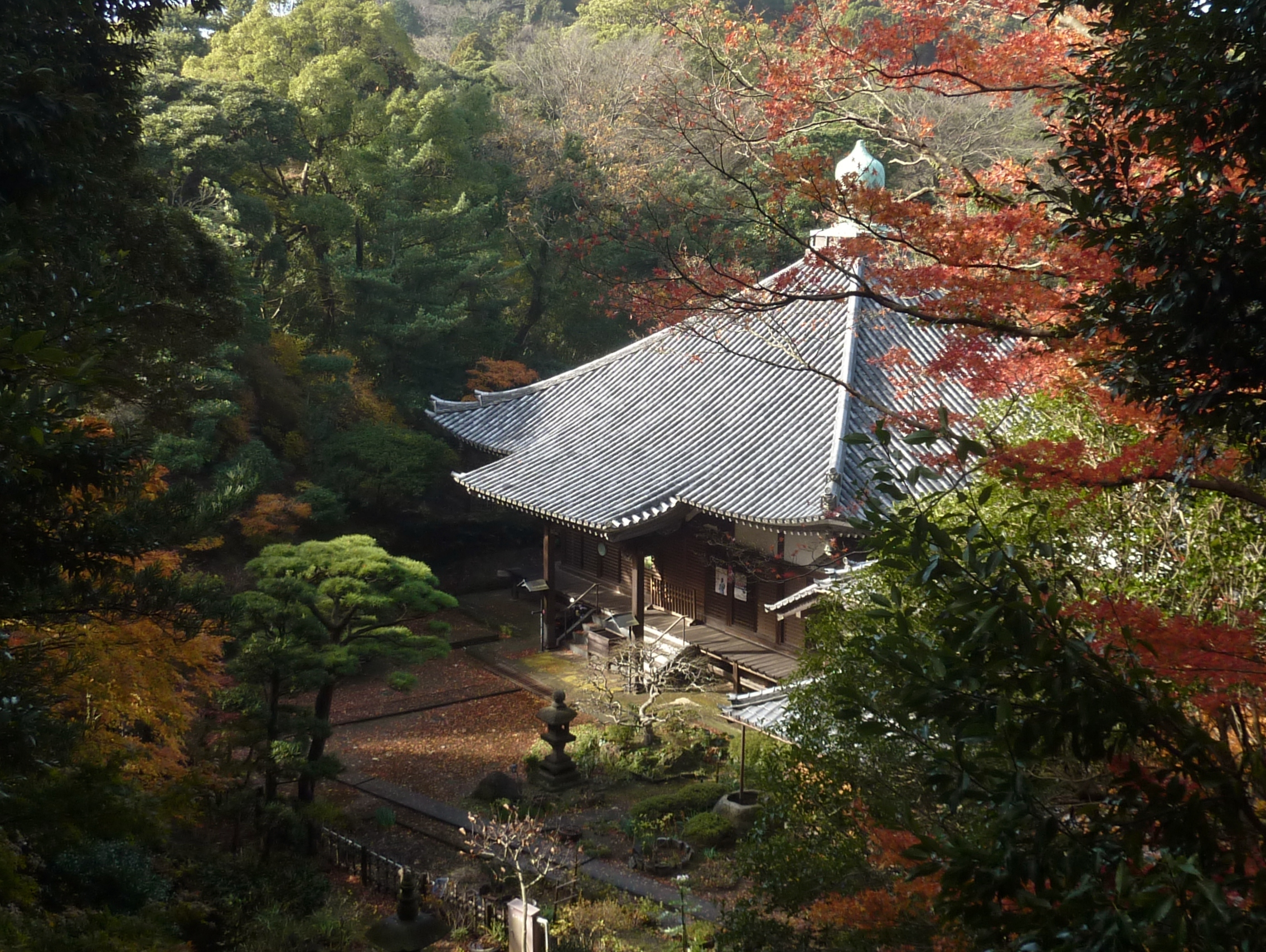
客殿
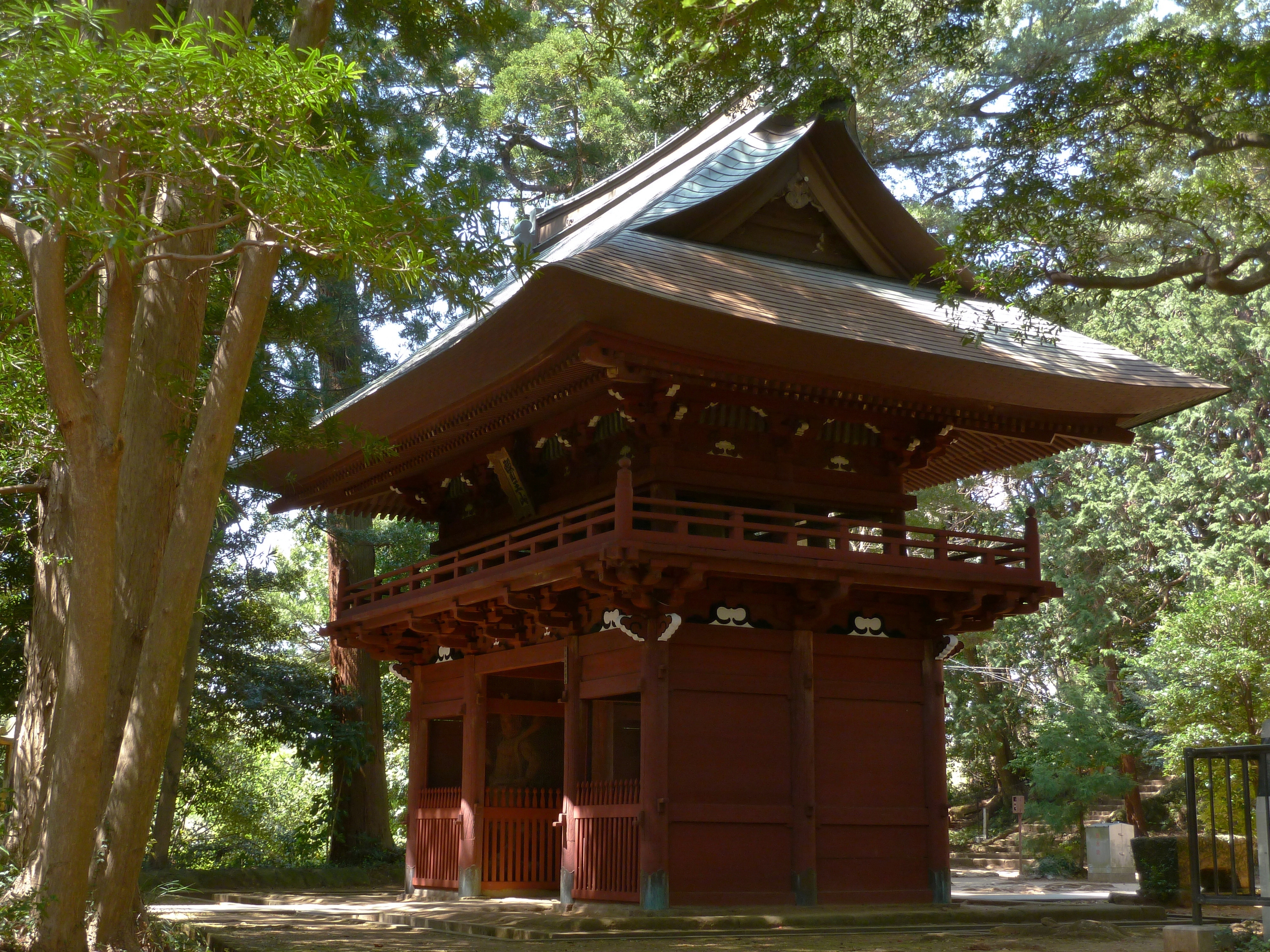
楼門
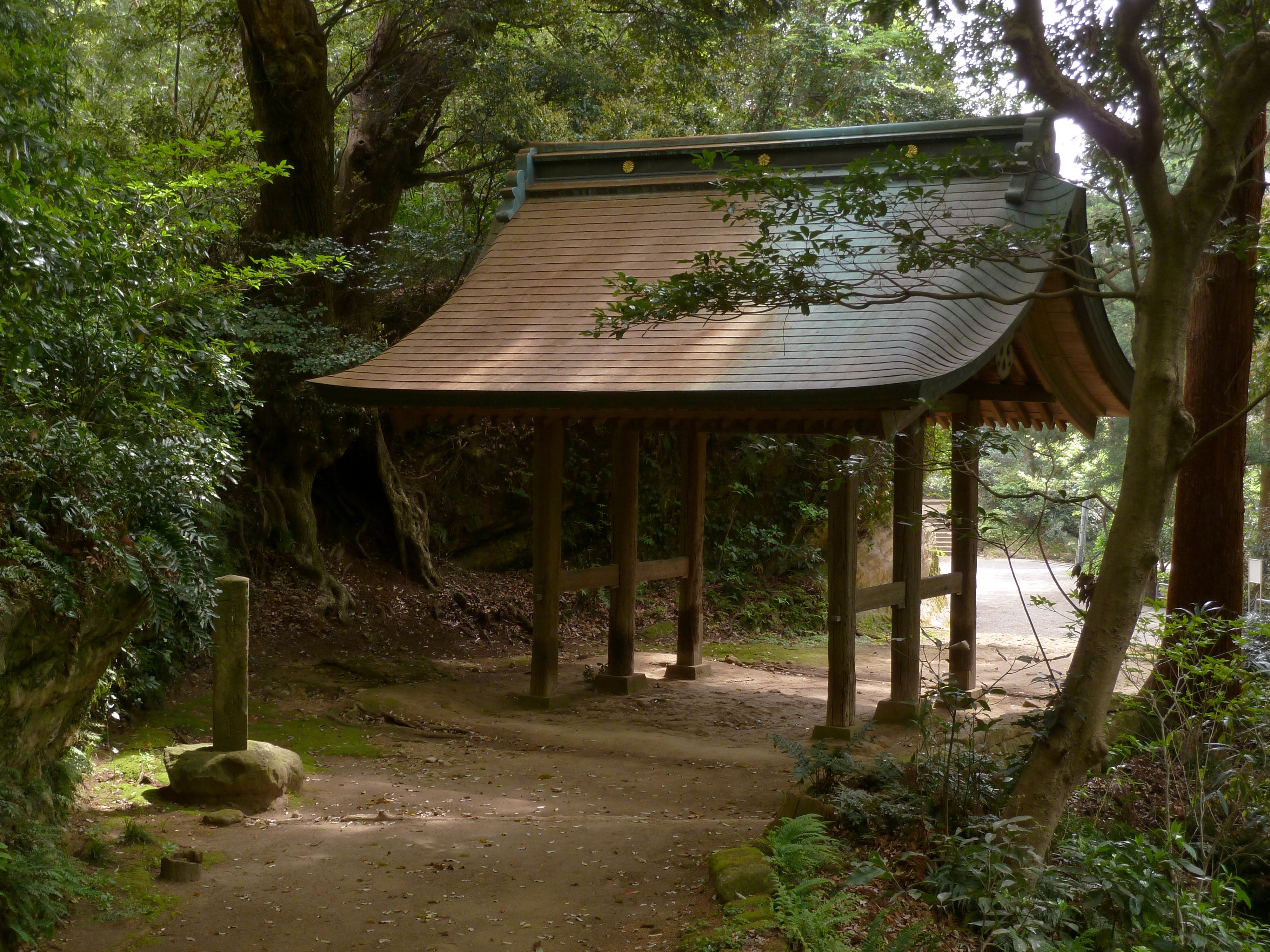
総門
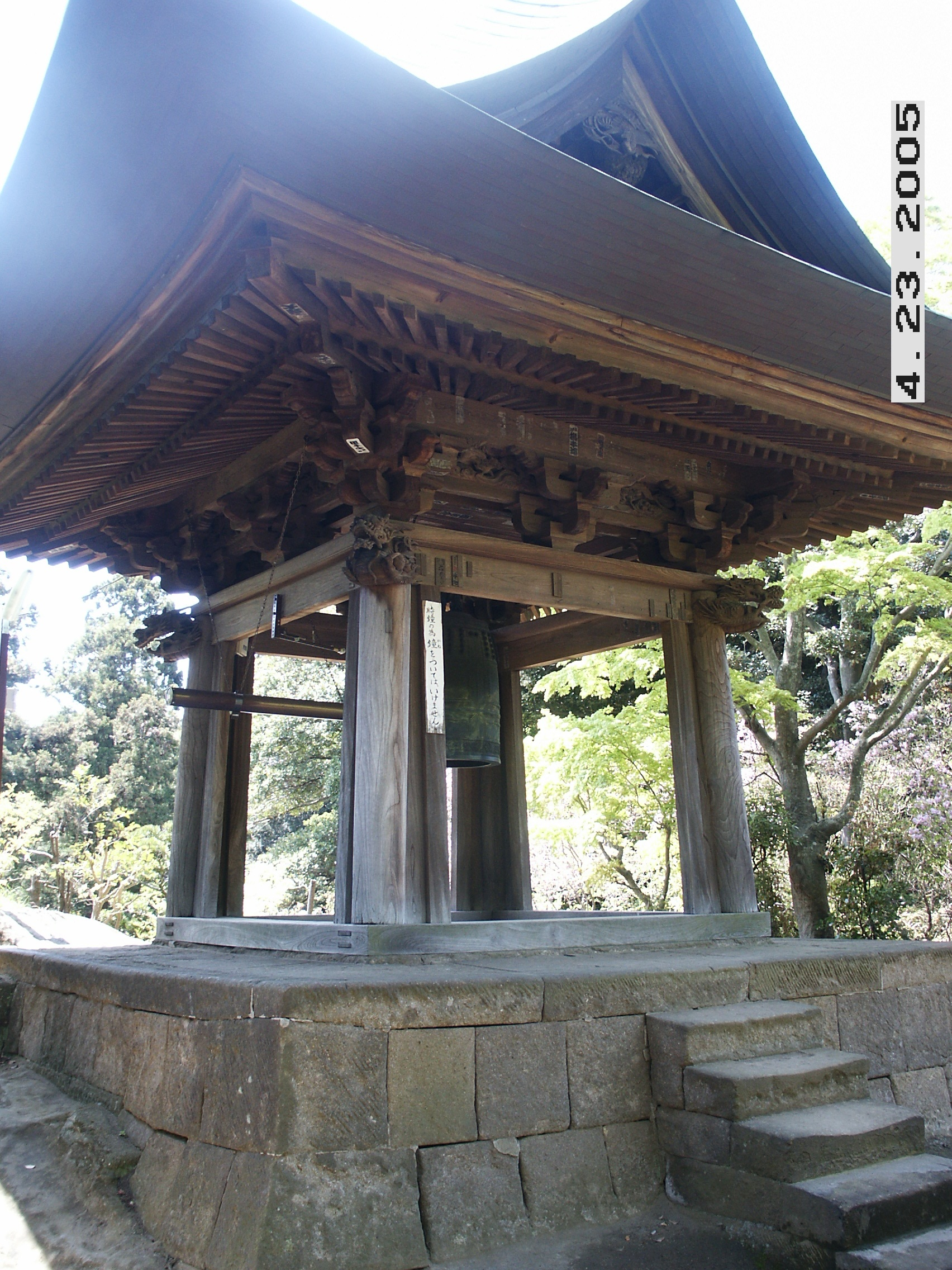
鐘楼
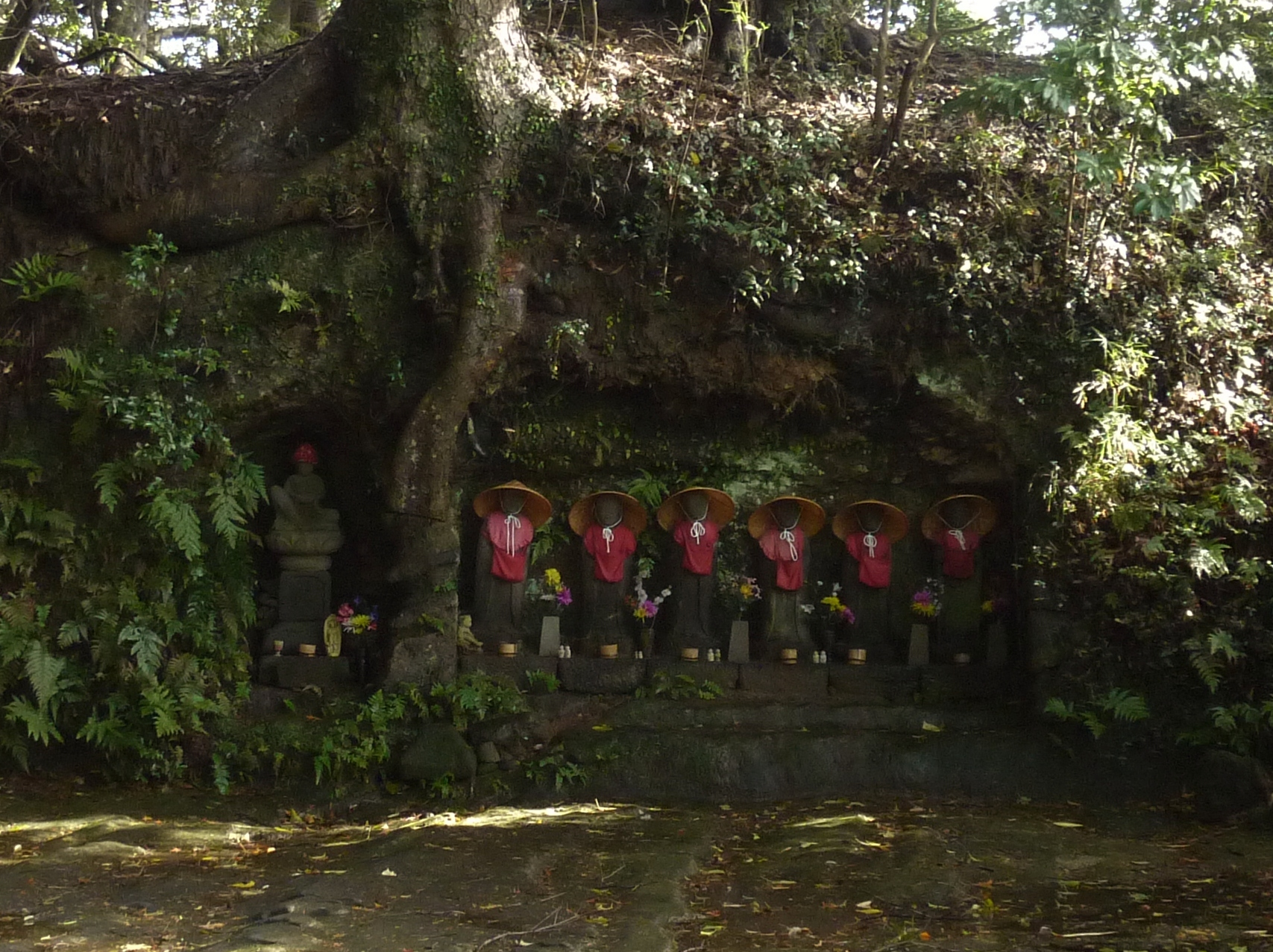
六地蔵
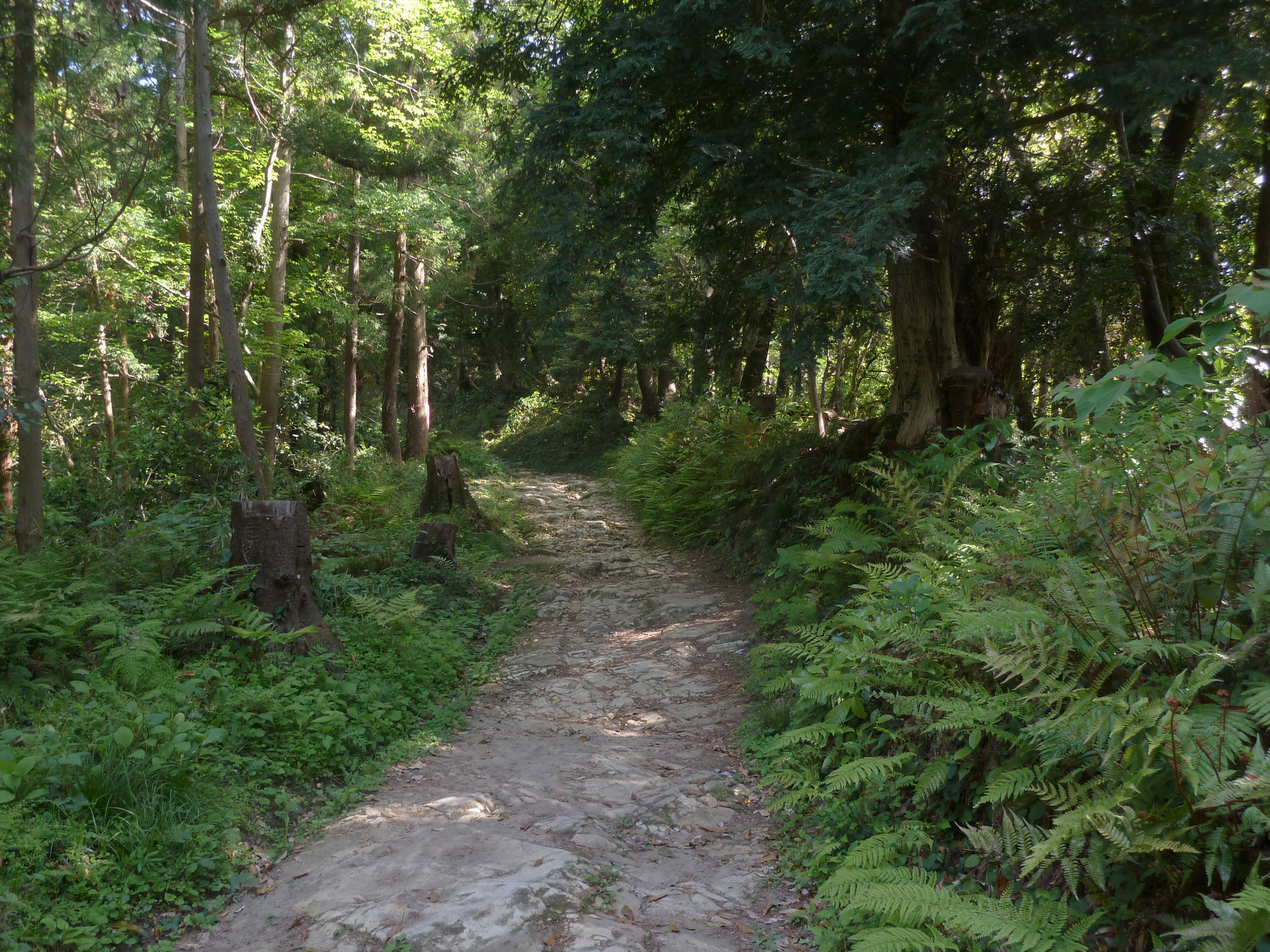
表参道（神武寺・鷹取山ハイキングコース）

- 客殿
- 楼門
- 総門
- 鐘楼
- 六地蔵
- 表参道（神武寺・鷹取山ハイキングコース）

## 文化財
- 薬師堂（建造物、県指定文化財[4]）
- 絹本着色大威徳明王像（絵画、県指定文化財[4]）
- 絹本着色千手観音像（絵画、県指定文化財[4]）
- 神武寺のなんじゃもんじゃ - かながわの名木100選に選ばれたホルトノキの大木。樹名が分からなかったため「なんじゃもんじゃ」と名付けられた[5]。

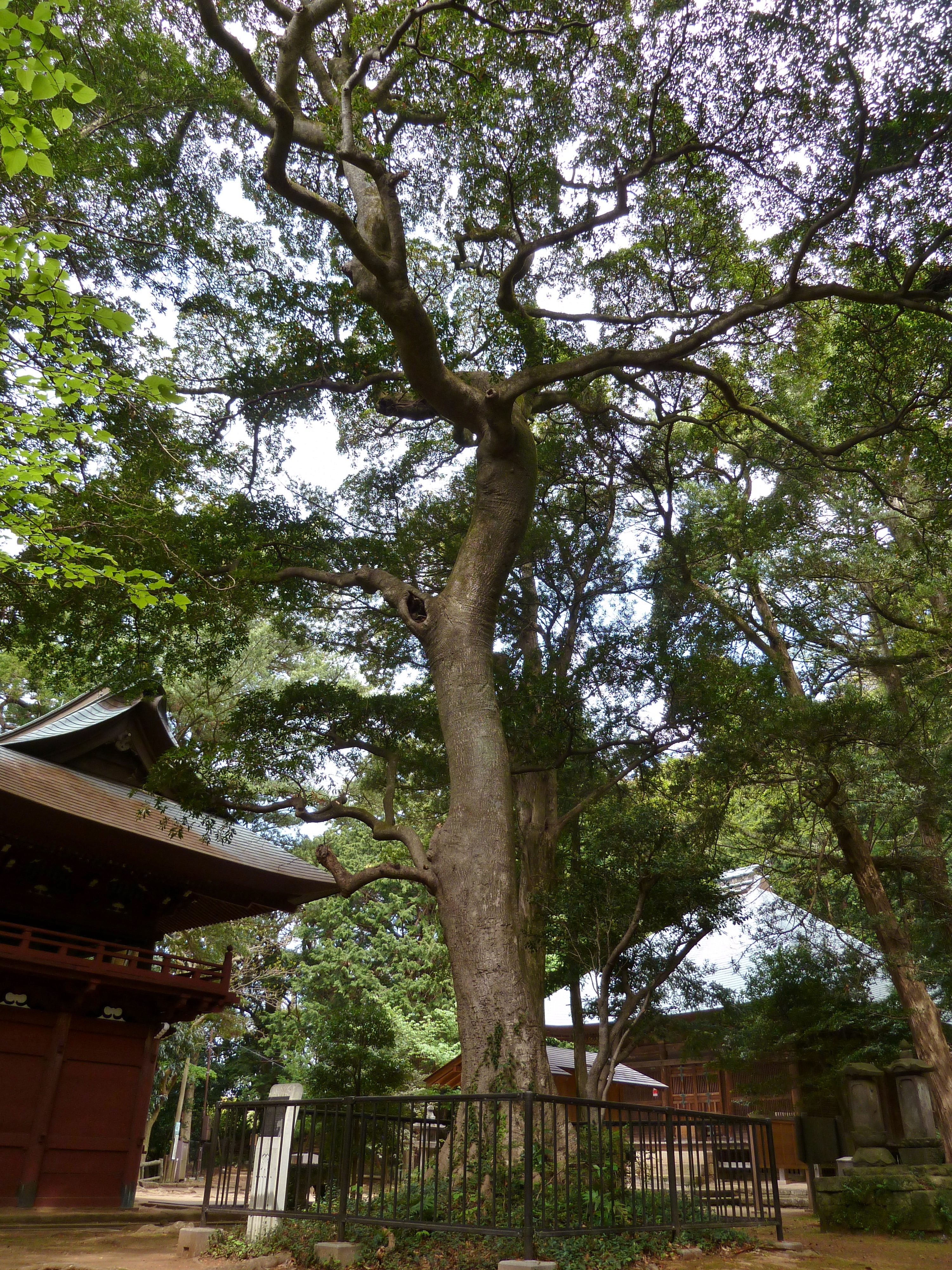
なんじゃもんじゃ

## 交通
- 京急逗子線神武寺駅より徒歩30分
- 横須賀線（JR東日本）東逗子駅より徒歩30分
- 鷹取山より徒歩30分